# Charles Lee Smith
Charles Lee Smith (né en 1887 et mort le 26 octobre 1964) était un activiste de la libre-pensée américain. 

## Biographie
Élevé dans la culture chrétienne méthodiste à Maud (Oklahoma), il entra à l'Université Epworth d'Oklahoma City pour étudier la théologie. Cependant, les études et les débats qu’il y a menés l’ont amené à devenir athée.
En novembre 1925, il fonda l'Association américaine pour l'avancement de l'athéisme (AAAA ou «the 4A's») à New York, qui durera jusqu'à la mort de son successeur James Hervey Johnson . La branche de Los Angeles, "The Devil's Angels", compte parmi ses membres Queen Silver, dont les activités avec les 4A ont inspiré le film romanesque La Fille sans dieu. Le chapitre de Rochester était connu sous le nom de "The Damned Souls" ,  à Philadelphie "Le mouton noir de Dieu", à l'Université du Wisconsin "Le cercle de sans Dieu" et "La légion des damnés" à l'Université du Dakota du Nord Cependant, l'organisation a régressé avec le temps. 
En 1937, Smith devint rédacteur en chef de The Truth Seeker, un magazine libre à New York, où il demeura rédacteur en chef jusqu'à sa mort en 1964.

## Condamnation pour blasphème
En 1928, Smith fut reconnu coupable de blasphème aux États-Unis. Cette année-là, Smith loua une devanture de magasin à Little Rock, dans l'Arkansas, où il distribua gratuitement de la littérature anti-religieuse. Les propos tenus étaient : « L'évolution est vraie. La Bible est un mensonge. Dieu est un fantôme ». Pour cela, il a été accusé d'avoir violé l'ordonnance municipale contre le blasphème. Parce qu'il était athée et qu'il ne voulait donc pas prêter le serment religieux au tribunal, il n'était pas autorisé à témoigner pour sa propre défense. Le juge a ensuite rejeté l’accusation initiale en la remplaçant par une autre, sous le motif de distribution de littérature obscène, diffamatoire ou calomnieuse. Smith a été reconnu coupable, condamné à une amende de 25 $ et à une peine de vingt-six jours d'emprisonnement. Son rapide passage derrière les barreaux a attiré l'attention des médias nationaux.
À sa libération, il a immédiatement repris ses activités, a de nouveau été accusé de blasphème et condamné à nouveau. Lors de son procès, il s'est encore une fois vu refuser le droit de témoigner et a été condamné à une peine de quatre-vingt-dix jours d'emprisonnement et à une amende de 100 dollars. Libéré sous caution de 1 000 dollars, Smith a fait appel du verdict. L'affaire a ensuite traîné pendant plusieurs années, jusqu'à ce qu'elle soit finalement classée. Le ministre baptiste intégriste local Ben M. Bogard (connu pour avoir réussi à faire pression pour une loi de l'Arkansas interdisant l'enseignement de l'évolution dans les écoles publiques) a défendu de manière inattendue le droit de Smith à la liberté d'expression, estimant qu'il pourrait le vaincre dans un débat juste.

## Fin de vie
En 1956, Smith publia le tome Sensisme: La philosophie de l’Occident, en deux volumes, promouvant une pure philosophie athée, considérant toutes les religions surnaturelles et tous les schémas de pensée comme des ordures.   
Smith est décédé le 26 octobre 1964 à San Diego en Californie.